# Storlidtjärnen (Byske socken, Västerbotten, 721390-175147)
Storlidtjärnen är en sjö i Skellefteå kommun i Västerbotten och ingår i Byskeälven-Kågeälvens kustområde. Sjön har en area på 0,045 kvadratkilometer och ligger 62,2 meter över havet.

## Delavrinningsområde
Storlidtjärnen ingår i det delavrinningsområde (721392-175432) som SMHI kallar för Rinner mot Byskefjärden. Medelhöjden är 29 meter över havet och ytan är 18,4 kvadratkilometer. Det finns inga avrinningsområden uppströms utan avrinningsområdet är högsta punkten. Avrinningsområdets utflöde mynnar i havet, utan att ha någon enskild mynningsplats. Avrinningsområdet består mestadels av skog (74 procent). Avrinningsområdet har 0,09 kvadratkilometer vattenytor vilket ger det en sjöprocent på 0,5 procent. Bebyggelsen i området täcker en yta av 1,28 kvadratkilometer eller 7 procent av avrinningsområdet.